# هگسیاس
هگسیاس ماگنسیایی (به یونانی: Ἡγησίας ὁ Μάγνης) خطیب و مورخی یونانی بود که حوالی سال ۳۰۰ پیش از میلاد در اوج موفقیت و بالندگی قرار داشت. استرابون از او به عنوان بنیان‌گذار روش آسیایی نام می‌برد.